# البشرية (مدرسة)
البِشرية، إحدى مدارس المعتزلة، تنسب إلى بشر بن المعتمر، المتوفى سنة 210 هـ/825م، مؤسس فرع الاعتزال في بغداد، وصفه الشهرستاني في الملل والنحل بأنه أفضل علماء المعتزلة.
و هذا عرض لأشهر المسائل التي خالف فيها بشر بن المعتمر وأتباعه معتزلة البصرة وغيرهم من الفرق:

## الإيمان والكفر
بحث الفلاسفة والمتكلمين طويلاً في مسائل الإيمان والكفر.. والبحث في هذه المسائل نابع عن البحث في صفات الإله وبخاصة صفة العدل.. فما هو مدى العدل الإلهي في تعذيب الكفار؟ ولماذا كان الكفر أصلاً؟.. من هذه الأسئلة وغيرها كان ينبع البحث. أما أبرز ما تميز به بشر من الأقوال:
- الله قادر على لطف لو أتى به لآمن جميع من في الأرض إيماناً يستحقون عليه الثواب استحقاقهم إياه لو آمنوا من غير وجوده، وأكثر. وليس على الله أن يفعل ذلك بعبادة ولا يجب عليه رعاية الأصلح؛ لأنه لا غاية لما يقدر عليه من الصلاح، فما من أصلح إلا وفوقه أصلح، وإنما عليه أن يمكن العبد بالقدرة والاستطاعة ويزيح العلل بالدعوة والرسالة.
- لو علم الله من الكافر أنه لو أبقاه لآمن كان ابقاؤه اياه أصلح من أن يميته كافراً.
- لو أن الله خلق العقلاء ابتداءً في الجنة وتفضل عليهم بذلك لكان ذلك أصلح لهم.
- الله ما وإلى مؤمناً في حال إيمانه، ولا عادى كافراً في حال كفره. بل هو يوالي من يعلم أن حاله ستنتهي إلى الإيمان والطاعة، ويعادي من يعلم أن حاله ستؤول إلى خلاف ذلك. وقد خالفه المعتزلة في قوله هذا، حيث قالوا: إن الله لم يكن موالياً لأحد قبل وجود الطاعة منه، وكان في حال وجود طاعته موالياً له، وكان معادياً للكافر في حال وجود الكفر منه، فان ارتد المؤمن صار الله معادياً له بعد أن كان موالياً له، وكذلك الكافر ان تحول إلى الإيمان صار الله موالياً له بعد أن كان معادياً. وقد احتج بشر بن المعتمر على قوله، حيث قال: لو جاز أن يوالي المطيع في حال وجود طاعته وجاز أن يعادي الكافر في حال وجود كفره، لجاز أن يثيب المطيع في حال طاعته، ويعاقب الكافر في حال كفره (أي يجازيه بما لم تؤل حاله إليه، وفي هذا بحسب بشر انتفاء للعدل الإلهي). وقد أيد عبد القاهر البغدادي في كتاب «الفَرق بين الفِرق» قول بشر بن المعتمر، وعبد القاهر يمثل أهل السنة والجماعة، والأشاعرة خاصةً.

## حرية الإنسان
هل الإنسان مخير ام مسير؟ وما مدى قدرة الإنسان على احداث الأفعال بإرادته؟ مثل هذه الأسئلة نوقشت طويلاً بين الفرق المختلفة، وكان لبشر في هذا أقوال مشهورة منها:
- أفرط بشر بن المعتمر بالقول في التولد، والتولد يعني صدور الأفعال عن العبد لا عن الإله، والبحث فيه بحث في مدى حرية الإنسان ومدى عدل الإله، وقد نوقشت مثل هذه المسائل كثيراً بين الفرق الإسلامية. واعتبر بشر بن المعتمر وأتباعه أكثر من بالغ بالقول في حرية الإنسان، إلى درجة أنه يقول: يصح من الإنسان أن يفعل الرؤية والسمع والتذوق والشم وسائر الإدراكات على سبيل التولد، إذا فعل أسبابها، وكذلك قوله في الحرارة والبرودة والرطوبة واليبوسة. وقد خالفه في قوله هذا المعتزلة وأهل السنة على سواء. واعتبر الشهرستاني أنه قد أخذ قوله هذا عن الطبيعيين، غير أنهم لا يفرقون بين المتولد والمباشرة بالقدرة.. وقول بشر بن المعتمر هذا يتفق مع ما يذهب إليه العلماء في العلوم الحديثة، من إمكانية التحكم في أي شيء إذا اكتشفت القوانين التي تسيره.
- كان بشر بن المعتمر يعرف الاستطاعة بأنها: سلامة البنية، وصحة الجوارح، وتخليتها من الآفات.

## الحركة
كان الفلاسفة والمتكلمين منقسمين في مسألة الحركة، وهل هي معنى (شيء له وجود) أم لا؟ فأما نفاة الأعراض (العرض هنا بمعنى ما يصدر عن الجوهر)، فنفوها، وأما الذين أثبتوا الأعراض، فاختلفوا في وقت وجود الحركة. فمنهم من قال بأنها توجد في الجسم وهو في المكان الأول وبها ينتقل من المكان الأول إلى الثاني، ومن أشهر من قالوا بهذا: النظّام وأبو شمر المرجئ. ومنهم من قال بأن الحركة تحصل في الجسم وهو في المكان الثاني؛ لأن أول كون لها في المكان الثاني، وبهذا قال العديد من أئمة المعتزلة والأشاعرة، مثل: أبو الهذيل وأبو علي الجبائي وأبو هاشم الجبائي وأبو الحسن الأشعري. ومنهم من قال بأن الحركة توجد في الجسم نفسه وهو في المكان الثاني، وأشهر من قال بهذا: ابن الراوندي وأبو العباس القلانسي (أحد شيوخ الأشاعرة). وأما بشر بن المعتمر فجاء بقول آخر، حيث قال بأن الحركة تحصل والجسم ليس في المكان الأول ولا في المكان الثاني، ولكن في أثناء حركته من الأول إلى الثاني.. وقد عارض عبد القاهر البغدادي في كتاب «الفَرق بين القِرق» هذا القول ووصفه بغير معقول، معللاً ذلك بأنه لا وجود لواسطة بين حالي كونه في المكان الأول وكونه في المكان الثاني.. ولكن يؤيد قول بشر ما ذهب إليه علماء الفيزياء الكلاسيكية (النيوتنية) في العصور الحديثة حيث عرفوا الحركة بأنها حالة تغير مستمرة في موضع الجسم.

## الإرادة الإلهية
كان المقرر عند المتكلمين أن الإرادة صفة فعل لا صفة ذات، ولكن بشر بن المعتمر، أتى بقول جديد، وهو أنها صفة ذات أيضاً، حيث حكى الكعبي عنه أنه قال: ان الله لم يزل مريداً لجميع أفعاله (أي منذ الأزل، وبذلك تصبح من الصفات القديمة؛ أي صفات الذات الإلهية، لا الأفعال)، وهو مريدٌ لجميع الطاعات من عبادة؛ فإنه حكيم ولا يجوز أن يعلم الحكيم صلاحاً وخيراً ولا يريده، كما أن الله إذا علم حدوث شيء من أفعال العباد ولم يمنع منه فقد أراد حدوثه.